# Lama Al-Aswad
Lama Adnan Al-Aswad (ur. w Dara w Syrii) – okulistka pochodzenia syryjskiego pracująca w Stanach Zjednoczonych. Profesor Perelman School of Medicine Uniwersytetu Pensylwanii.

## Życiorys
Studia lekarskie ukończyła w 1993 roku na Wydziale Medycyny Uniwersytetu Damasceńskiego w rodzinnej Syrii. W 1995 roku zdała United States Medical Licensing Examination (USMLE), który dał jej prawo do rozpoczęcia podyplomowych szkoleń i rezydentury na terenie USA. W okresie 1994–1997 pracowała jako asystentka i stypendystka badawcza w Massachusetts Eye and Ear Infirmary w Bostonie. Następnie odbyła staż z interny w Boston University School of Medicine (1997–1998), gdzie jednocześnie była zatrudniona jako teaching associate in medicine. 
Rezydenturę z okulistyki (1998–2001) odbyła w State University of New York (SUNY Downstate, Brooklyn), gdzie pracowała jako clinical assistant instructor. Dodatkowe, 9-miesięczne szkolenie z chirurgii refrakcyjnej oraz chirurgii rogówki ukończyła w New York Eye and Ear Infirmary. Następnie przeniosła się na półtora roku (2002–2003) do Katedry Okulistyki w University of Tennessee Health Science Center w Memphis, gdzie odbyła staż szkoleniowy poświęcony jaskrze. W 2002 roku rozpoczęła pracę akademicką w nowojorskim Columbia University (College of Physicians and Surgeons), gdzie w 2003 roku awansowała na pozycję assistant professor, a w 2012 roku uzyskała pozycję associate professor w dziedzinie okulistyki.
W okresie 2012–2013 była uczestniczką programu liderskiego Amerykańskiej Akademii Okulistyki.
W 2015 roku ukończyła studia podyplomowe z zarządzania i polityki ochrony zdrowia w Mailman School of Public Health na Columbia University uzyskując tytuł Executive MPH in health care management and policy. 
W pracy badawczej i klinicznej specjalizuje się w: zapobieganiu ślepocie, diagnozowaniu i leczeniu jaskry, leczeniu zaćmy, tele-okulistyce oraz zastosowaniach sztucznej inteligencji w okulistyce.
Swoje prace publikowała w wiodących czasopismach okulistycznych, m.in. w „JAMA Ophthalmology”, „Ophthalmology”, „Survey of Ophthalmology”, „Asia-Pacific Journal of Ophthalmology”, „Journal of Glaucoma” oraz „Investigative Ophthalmology & Visual Science”.
W 2024 weszła w skład międzynarodowej rady ekspertów International AI in Ophthalmology Society, organizacji zajmującej się kwestiami zastosowań AI w okulistyce, którą założył Andrzej Grzybowski.